# کریگ مانک
کریگ مانک (انگلیسی: Craig Monk؛ زادهٔ ۲۳ مهٔ ۱۹۶۷) قایقران قایق بادبانی اهل نیوزیلند است.